# Hélène Surgère
Hélène Surgère, pseudonimo di Hélène Collet (Caudéran, 20 ottobre 1928 – Parigi, 26 marzo 2011), è stata un'attrice francese.

## Biografia
Dopo aver studiato alla scuola di formazione teatrale Cours Simon, esordisce sul grande schermo nel 1966 nel film Les ruses du diable (Neuf portraits d'une jeune fille) di Paul Vecchiali, al fianco di Michel Piccoli e Geneviève Thénier. Affermatasi anche come attrice di teatro, recitò in 80 film nell'arco di oltre 40 anni, tra cui nel film di Pier Paolo Pasolini Salò o le 120 giornate di Sodoma, in cui interpretò la signora Vaccari, una delle tre narratrici. Muore a Parigi il 26 marzo 2011 a 82 anni.

## Filmografia

### Cinema
- Les Ruses du diable, regia di Paul Vecchiali (1965)
- L'Étrangleur, regia di Paul Vecchiali (1972)
- Femmes Femmes, regia di Paul Vecchiali (1974)
- Souvenirs d'en France, regia di André Téchiné (1975)
- Change pas de main, regia di Paul Vecchiali (1975)
- Salò o le 120 giornate di Sodoma, regia di Pier Paolo Pasolini (1975)
- Barocco, regia di André Téchiné (1976)
- Les Loulous, regia di Patrick Cabouat (1976)
- L'Aigle et la Colombe, regia di Claude Bernard-Aubert (1977)
- La Machine, regia di Paul Vecchiali (1977)
- Corpo a cuore (Corps à cœur), regia di Paul Vecchiali (1978)
- Les Belles Manières, regia di Jean-Claude Guiguet (1979)
- Les Sœurs Brontë, regia di André Téchiné (1979)
- Cauchemar, regia di Noël Simsolo (1980)
- C'est la vie, regia di Paul Vecchiali (1980)
- La Femme enfant, regia di Raphaële Billetdoux (1980)
- En haut des marches, regia di Paul Vecchiali (1983)
- Un chien dans un jeu de quilles, regia di Bernard Guillou (1983)
- Le Retour de Christophe Colomb, regia di Jean-Pierre Saire (1983)
- Zone rouge, regia di Robert Enrico (1986)
- Una storia dei nostri giorni (Attention bandits!), regia di Claude Lelouch (1986)
- Trois places pour le 26, regia di Jacques Demy (1988)
- Australia, regia di Jean-Jacques Andrien (1989)
- Je t'ai dans la peau, regia di Jean-Pierre Thorn (1990)
- La Fille du magicien, regia di Claudine Bories (1990)
- Dieu vomit les tièdes, regia di Robert Guédiguian (1991)
- Un vampiro in paradiso  (Un Vampire au paradis), regia di Abdelkrim Bahloul (1992)
- La Cavale des fous, regia di Marco Pico (1993)
- Le Pari, regia di Didier Bourdon e Bernard Campan (1997)
- Al posto del cuore  (À la place du cœur), regia di Robert Guédiguian (1998)
- Il tempo ritrovato  (Le Temps retrouvé), regia di Raúl Ruiz (1999)
- Lise et André, regia di Denis Dercourt (2000)
- L'Affaire Marcorelle, regia di Serge Le Péron (2000)
- Ma vraie vie à Rouen, regia di Olivier Ducastel e Jacques Martineau (2000)
- Quel giorno (Ce jour-là), regia di Raúl Ruiz (2003)
- Le divorce - Americane a Parigi (Le Divorce), regia di James Ivory (2003)
- Confidenze troppo intime (Confidences trop intimes), regia di Patrice Leconte (2004)
- À vot' bon cœur, regia di Paul Vecchiali (2004)
- Demandez la permission aux enfants, regia di Éric Civanyan (2006)
- Semplicemente insieme (Ensemble, c'est tout), regia di Claude Berri (2007)
- Les gens d'en bas, regia di Paul Vecchiali (2010)

### Televisione
- La moglie nella cornice (1991)

## Doppiatrici italiane
- Laura Betti in Salò o le 120 giornate di Sodoma
- Angiolina Quinterno in Confidenze troppo intime